# 保险欺诈
保险欺诈是保险索赔时利用虚假证据或者文件对保险人进行的保险诈骗活动。
保险欺诈活动一般通过下列行为骗取保险金：
- 故意虚构保险标的、保险事故；
- 故意造成财产损失或被保险人伤亡、残疾及疾病；
- 提供虚假证据，或者指使他人提供虚假证词或证据，或者编造虚假事故原因、夸大保险标的的损失等。

由于保险欺诈隐蔽性强，难以调查，累计导致的损失巨大，造成的影响难以估计。政府部门所提供的社会养老保险通常的欺诈行为是隐瞒被保险人死亡的事实，从而持续领取退休金；社会医疗保险通常的欺诈行为是虚构疾病事实，进行疗养活动，或者购买用药范围以外的药品谎称为符合规定的药品，或者冒名顶替住院治疗。导致政府财政的巨大损失。商业保险欺诈导致经验费率的提高，损害其他广大客户的利益。所以无论政府还是商业保险机构，都致力于进行更仔细的调查以最大限度防范因保险欺诈导致的损失。
保险欺诈导致的法律后果根据导致损失的大小，包括賠償损失、行政处罚、刑事处罚。